# Rok Sirk
Rok Sirk, slovenski nogometaš, * 10. september 1993.
Sirk je profesionalni nogometaš, ki igra na položaju napadalca. Od leta 2025 je član slovenskega kluba Dravograd. Pred tem je igral za slovenske klube Malečnik, Muro in Maribor, poljska Zagłębie Lubin in Radomiak Radom ter avstrijske Allerheiligen, Kalsdorf in Pöllauer. Skupno je v prvi slovenski ligi odigral več kot 65 tekem. Z Mariborom je osvojil naslov slovenskega državnega prvaka v sezoni 2021/22. Bil je tudi član slovenske reprezentance do 15, 16, 18, 19 in 21 let ter reprezentance B.